# Eden Games
Eden Games ist ein 1998 gegründetes, französisches Entwicklungsstudio für Computerspiele. Das Unternehmen wurde bekannt durch die Entwicklung mehrerer Rennsimulationen. 2013 wurde es vom Mutterkonzern Atari SA geschlossen. 2014 kehrte das Studio zurück und startete die Entwicklung von Gear.Club, seit 2022 gehört es zu Animoca Brands.

## Firmengeschichte
Das Unternehmen wurde 1998 unter dem Namen Eden Studios gegründet. 2002 wurde das Unternehmen von Infogrames (später Atari SA), das zuvor bereits einen Anteil von 19,8 % an Eden hielt, vollständig übernommen. Um die Zugehörigkeit zur Spieleindustrie kenntlich zu machen, wurde das Studio 2003 in Eden Games umbenannt.
Zu den bekanntesten Titeln der Firma gehören die V-Rally-Serie und Need for Speed: Porsche Unleashed. Der letzte Titel des Studios war Test Drive Unlimited II.
2011 gab Atari unerwartet bekannt, dass 51 der 80 verbliebenen Entwickler entlassen werden sollten. Dies führte zu Missmut unter der Eden-Games-Belegschaft. Die Angestellten traten deshalb öffentlichkeitswirksam am 11. Mai 2011 in einen symbolischen Tagesstreik, durch den sie ihre Unzufriedenheit mit den Entlassungsplänen und dem ihrer Ansicht nach Missmanagement des Konzerns zum Ausdruck bringen wollten. 2012 erschienen Meldungen, dass das Studio von Atari nach längeren Querelen zwischen Mitarbeitern und Mutterkonzern geschlossen worden wäre. Dieser Darstellung wurde kurz darauf von Atari widersprochen und bekräftigt, dass man das Studio weiterhin erhalten und ausbauen wolle. Sieben Monate später, am 12. April 2013 wurde schließlich das endgültige Aus bekannt gegeben.
Am 30. September 2013, nach der Insolvenz Ataris, wurde auf der offiziellen Website des Entwicklerstudios angekündigt, dass das Studio weiterexistiere und bald einen Neustart wagen werde. Im April 2014 kehrte die Internetpräsenz von Eden Games im neuen Design zurück, auf der man in Stellenanzeigen nach Mitarbeitern für ein neues Rennspiel suchte. Im Dezember 2015 veröffentlichte Eden Games sein erstes in Selbständigkeit entwickelte Rennspiel namens Gear.Club für den Apple TV. Im Oktober und November 2016 folgten die Mobileplattformen iOS und Android. Unter den Namen Gear.Club Unlimited erschien  am 12. Januar 2017 auch eine Version für die Nintendo Switch. 2017 übernahm zunächst Millennial Esports das Studio, 2022 kaufte das auf Blockchain-Gaming spezialisierte Unternehmen Animoca Brands ihnen das Studio ab.

## Spiele
| Veröffentlichungsdatum | Name                                  | Plattform                                                          |
| ---------------------- | ------------------------------------- | ------------------------------------------------------------------ |
| 1997                   | V-Rally                               | PlayStation, Nintendo 64                                           |
| 1999                   | V-Rally 2                             | PlayStation, Windows, Dreamcast                                    |
| 2000                   | Need for Speed: Porsche Unleashed     | PlayStation                                                        |
| 2002                   | V-Rally 3                             | Windows, PlayStation 2, GameCube, Xbox, Game Boy Advance           |
| 2003                   | Kya: Dark Lineage                     | Windows, PlayStation 2                                             |
| 2004                   | Titeuf : Mega Compet                  | PlayStation 2, Windows                                             |
| 2006                   | Test Drive Unlimited                  | Xbox 360, Windows                                                  |
| 2008                   | Alone in the Dark                     | PlayStation 3, Xbox 360, Windows                                   |
| 2011                   | Test Drive Unlimited 2                | PlayStation 3, Xbox 360, Windows                                   |
| Dezember 2015          | Gear.Club                             | Apple TV                                                           |
| Oktober 2016           | Gear.Club                             | iOS (iPhone), iPadOS (iPad)                                        |
| November 2016          | Gear.Club                             | Android                                                            |
| 12. Januar 2017        | Gear.Club Unlimited                   | Nintendo Switch                                                    |
| 16. Oktober 2018       | F1 Mobile Racing                      | Android, iOS (iPhone), iPadOS (iPad)                               |
| 4. Dezember 2018       | Gear.Club Unlimited 2                 | Nintendo Switch                                                    |
| 14. November 2019      | Gear.Club Unlimited 2 Porsche Edition | Nintendo Switch                                                    |
| 27. August 2020        | Gear.Club Unlimited 2 Tracks Edition  | Nintendo Switch                                                    |
| 8. April 2022          | Gear.Club Stradale                    | iOS (iPhone), iPadOS(iPad), macOS (macBook, iMac, mac Mini/Studio) |